# Wild Target
Wild Target es una película de 2010, dirigida por Jonathan Lynn. Está basada en la película de 1993, Cible Emouvante. Lucinda Coxon escribió el guion, y fue producida por Martin Pope y Michael Rose.
La producción comenzó a grabarse en Londres el 16 de septiembre de 2008, con Bill Nighy, Emily Blunt, Rupert Grint y Eileen Atkins. La filmación también ocurrió en Isle of Man.

## Elenco
- Bill Nighy como Victor Maynard.
- Emily Blunt como Rose.
- Rupert Grint como Tony.
- Eileen Atkins como Louisa.
- Rupert Everett como Ferguson.
- Martin Freeman como Dixon.
- Gregor Fisher como Mike.
- Geoff Bell como Fabian.